# Selaginella gynostachya
Selaginella gynostachya är en mosslummerväxtart som beskrevs av Valdespino. Selaginella gynostachya ingår i släktet mosslumrar, och familjen mosslummerväxter. Inga underarter finns listade i Catalogue of Life.